# Germania Marburg
Der FC Germania Marburg war ein Fußballverein aus Marburg, der von 1908 bis 1961 existierte. Wegen der quer gestreiften Trikots in den Farben schwarz und weiß war die Mannschaft auch unter dem Spitznamen „Zebras“ bekannt.

## Geschichte
Der FC Germania aus dem Stadtteil Weidenhausen gehörte anfangs zu den führenden Fußballvereinen in Marburg und spielte bis 1933 mehrfach in der jeweils obersten Liga.
1956 folgte noch einmal der Aufstieg in die seinerzeit noch drittklassige Fußball-Hessenliga, nachdem im entscheidenden Relegationsspiel der Namensvetter Germania Fulda mit 2:1 nach Verlängerung bezwungen werden konnte. Doch die Saison 1956/57 wurde mit dem letzten Tabellenplatz abgeschlossen, was den sofortigen Wiederabstieg in die 2. Amateurliga Hessen zur Folge hatte.  
Die Vereinsgeschichte endete 1961, als mit dem Nachbarverein FSV Ockershausen eine Spielgemeinschaft unter der Bezeichnung „Sportfreunde Marburg“ gebildet wurde.